# Argiope anasuja
Espèce
Synonymes
- Argiope plagiata Karsch, 1892
- Argiope anasuja fletcheri Hirst, 1911

Argiope anasuja est une espèce d'araignées aranéomorphes de la famille des Araneidae.

## Distribution
Cette espèce se rencontre au Pakistan, en Inde, au Sri Lanka, aux Maldives, aux îles Cocos et aux Seychelles,.

## Description
La femelle reste au centre de sa  toile.

### Publication originale
- Thorell, 1887 : Viaggio di L. Fea in Birmania e regioni vicine. II. Primo saggio sui ragni birmani. Annali del Museo civico di storia naturale di Genova, vol. 25, p. 5-417 (texte intégral).